# Снячівська сільська рада
Сня́чівська сільська́ ра́да — адміністративно-територіальна одиниця та орган місцевого самоврядування у Сторожинецькому районі Чернівецької області. Адміністративний центр — село Снячів.

## Історія
Утворена 12 травня 1941 р. із включенням населених пунктів Снячів, Глибочок, Боженівка, Думанівський, Лука, Садовий, Березовий, Маловата та Горб.

## Загальні відомості
- Населення ради: 2 180 осіб (станом на 2001 рік)

## Населені пункти
Сільській раді підпорядковані населені пункти:
- с. Снячів
- с. Глибочок

## Склад ради
Рада складається з 16 депутатів та голови.
- Голова ради: Іонуц Сільвія Петрівна
- Секретар ради: Ващук Світлана Дмитрівна

### Керівний склад попередніх скликань
| Прізвище, ім'я, по батькові | Основні відомості                                                 | Дата обрання | Дата звільнення |
| --------------------------- | ----------------------------------------------------------------- | ------------ | --------------- |
| Іонуц Сільва Петрівна       | Сільський голова, 1958 року народження, позапартійна              | 26.03.2006   | 31.10.2010      |
| Іонуц Сільвія Петрівна      | Сільський голова, 1958 року народження, освіта вища, позапартійна | 31.10.2010   |                 |

Примітка: таблиця складена за даними сайту Верховної Ради України

### Депутати
За результатами місцевих виборів 2010 року депутатами ради стали:

#### За суб'єктами висування
| Суб'єкт висування | Кількість обраних депутатів | %   |
| ----------------- | --------------------------- | --- |
| Самовисування     | 16                          | 100 |

#### За округами
| № округу | Прізвище, ім'я, по батькові | Дата визнання обраним | Освіта             | Партійна приналежність              | Відомості про обраного депутата                     |
| -------- | --------------------------- | --------------------- | ------------------ | ----------------------------------- | --------------------------------------------------- |
| 1        | Мойсюк Ганна Олександрівна  | 03.11.2010            | середня спеціальна | позапартійна                        | приватний підприємець                               |
| 2        | Радул Дмитро Тодорович      | 03.11.2010            | середня            | позапартійний                       | пенсіонер                                           |
| 3        | Галан Анатолій Фокович      | 03.11.2010            | середня            | позапартійний                       | тимчасово не працює                                 |
| 4        | Ващук Світлана Дмитрівна    | 03.11.2010            | вища               | член Політичної партії «Фронт Змін» | тимчасово не працює                                 |
| 5        | Мойсюк Алла Миколаївна      | 03.11.2010            | вища               | позапартійна                        | Снячівська загальноосвітня школа І-ІІІ ст., вчитель |
| 6        | Сандіна Яворіка Дмитрівна   | 03.11.2010            | вища               | позапартійна                        | Снячівська загальноосвітня школа І-ІІІ ст., вчитель |
| 7        | Николаєсі Микола Михайлович | 03.11.2010            | середня            | позапартійний                       | приватний підприємець                               |
| 8        | Дущак Юрій Дмитрович        | 03.11.2010            | середня            | позапартійний                       | ТОВ «Снячівторг», голова                            |
| 9        | Данелюк Валерій Петрович    | 03.11.2010            | середня            | позапартійний                       | тимчасово не працює                                 |
| 10       | Цуркан Марія Іванівна       | 03.11.2010            | середня            | позапартійна                        | Велико-Кучурівська сільська рада, діловод           |
| 11       | Левчук Іван Григорович      | 03.11.2010            | вища               | позапартійний                       | пенсіонер                                           |
| 12       | Ілащук Ольга Іванівна       | 03.11.2010            | середня            | позапартійна                        | тимчасово не працює                                 |
| 13       | Правіцка Яна Володимирівна  | 03.11.2010            | вища               | позапартійна                        | Снячівська загальноосвітня школа І-ІІІ ст., вчитель |
| 14       | Скрипа Дмитро Михайлович    | 03.11.2010            | середня спеціальна | позапартійний                       | ІДПС ВДАІ м. Чернівці, інспектор ДПС                |
| 15       | Данський Микола Іванович    | 03.11.2010            | середня            | позапартійний                       | тимчасово не працює                                 |
| 16       | Халус Сільвія Василівна     | 03.11.2010            | середня            | позапартійна                        | Снячівська сільська рада, землевпорядник            |